# Мпумаланга Блэк Эйсиз
«Мпумаланга Блэк Эйсиз» (англ. Mpumalanga Black Aces Football Club) — южноафриканский футбольный клуб из Витбанка, основанный в 1937 году. Выступает в Премьер-лиге ЮАР. Домашние матчи проводит на стадионе «Атлантик Стэйдиум». Клуб прежде был также известен под такими названиями, как: «Блэк Эйсиз», «Укамба Блэк Эйсиз», «Супер Кёрл Эйсиз», «Денжерес Эйсиз» и «Витбанк Эйсиз». Начиная с 2004 года, когда владельцы команды приобрели сперва клуб «Денжерес Даркис», а затем в 2006 году и «Сити Пилларс», клуб официально стал именоваться «Мпумаланга Блэк Эйсиз».

## История
«Мпумаланга Блэк Эйсиз» является одним из 13-ти клубов-основателей Национальной Профессиональной Футбольной Лиги (NPSL Castle League), которая взяла старт в апреле 1971 года. В свой первый же сезон «Сионисты» заняли четвёртое место. По ходу следующих сезонов «Блэк Эйсиз» зарекомендовали себя крепкими середняками, регулярно занимая места не ниже шестого вплоть до 1974 года. На протяжении 80-х годов — в начале 90-х «Мпумаланга Блэк Эйсиз» являлась типичным середняком южноафриканского футбола, занимая места в середине турнирной таблицы. К несомненным успехам этого периода можно отнести победы в Кубке Восьми в 1980 году и Кубке ЮАР в 1993 году. Начиная с середины 90-х годов, «Сионисты» резко сдали свои позиции, покинув Премьер-лигу в первом же своем сезоне — 1996/1997. Проведя порядка 13 лет вне «большого» футбола, главным образом, по финансовым причинам, в сезоне 2008/2009 «Мпумаланга Блэк Эйсиз» вернулись в элиту, успешно проведя стыковые матчи между командами Премьер-лиги и Первого дивизиона, а также дошли до финала Кубка ЮАР, уступив со счетом 0:1 «Мамелоди Сандаунз». Эти успехи связывают прежде всего с именами новых владельцев-киприотов — братьев Морфу, выкупивших клуб в 2004 году.

## Местные достижения
- Обладатель Кубка ЮАР — 1 (1993)
- Обладатель Кубка Восьми — 1 (1980)